# Klaus Zimmermann (Althistoriker)
Klaus Zimmermann (* 8. Februar 1964 in Würzburg) ist ein deutscher Althistoriker.
Klaus Zimmermann, Sohn des Mediävisten Gerd Zimmermann, legte 1983 das Abitur am E.T.A. Hoffmann-Gymnasium Bamberg ab. Nach dem Wehrdienst begann Zimmermann 1985/86 das Studium an der Universität Bamberg. Im Jahr 1993 folgte der Magister. Von 1994 bis 1998 war er wissenschaftliche Hilfskraft an der Kommission für Alte Geschichte und Epigraphik des Deutschen Archäologischen Instituts in München. 1998 wurde er in Bamberg bei Werner Huß mit der Arbeit Libyen. Das Land südlich des Mittelmeers im Weltbild der Griechen promoviert. Von 1998 bis 2006 war er wissenschaftlicher Assistent von Walter Ameling an der Universität Jena. Dort habilitierte er sich 2005 im Fach Alte Geschichte. Von 2006 bis 2007 war Zimmermann in Jena Oberassistent und von 2007 bis 2009 Akademischer Rat. Seit 1. Oktober 2009 ist er als Nachfolger von Elmar Schwertheim Professor an der Forschungsstelle Asia Minor im Seminar für Alte Geschichte der Universität Münster.
Zimmermann ist vor allem als Fachmann für Karthago bekannt. Seine derzeitigen Forschungsschwerpunkte bilden das Verhältnis von Religion und Politik im Altertum, die Übernahme sozialer Erinnerung durch die Kirche und der Umgang mit Tod und Sterben in heidnischer Kaiserzeit und christlicher Spätantike.

## Schriften (Auswahl)
- Libyen. Das Land südlich des Mittelmeers im Weltbild der Griechen (= Vestigia. Bd. 51). Beck, München 1999, ISBN 3-406-44556-X (Zugleich: Bamberg, Universität, Dissertation, 1997/98).
- Rom und Karthago. Wissenschaftliche Buchgesellschaft, Darmstadt 2005, ISBN 3-534-15496-7, 3., durchgesehene, bibliographisch aktualisierte Auflage 2013, ISBN 978-3-534-26025-6.
- Karthago. Aufstieg und Fall einer Großmacht. Wissenschaftliche Buchgesellschaft, Darmstadt 2010, ISBN 978-3-534-22790-7.